# Bobby Smyrniotis
Bobby Smyrniotis (en grec moderne : Μπόμπι Σμυρνιώτης), né le 24 avril 1979 à Scarborough en Ontario, est un entraîneur canadien de soccer.

## Biographie

### Parcours universitaire
Bobby Smyrniotis est membre des équipes universitaires du Collège de Charleston (en) et de l’Université York.

### Carrière d’entraîneur
Bobby Smyrniotis est l’un des membres fondateurs du Sigma FC. Il est également l’entraîneur du club depuis sa fondation jusqu’en 2018.
Le 1er octobre 2018, il est nommé entraîneur du Forge FC, un club qui évolue en Première ligue canadienne.

## Statistiques détaillées
| Club     | Début            | Fin      | Résultats | Résultats | Résultats | Résultats |
| Club     | Début            | Fin      | M         | V         | N         | D         |
| -------- | ---------------- | -------- | --------- | --------- | --------- | --------- |
| Forge FC | 1er octobre 2018 | En poste | 127       | 67        | 26        | 34        |
| Total    | Total            | Total    | 127       | 67        | 26        | 34        |

## Palmarès
Forge FC
- Première ligue canadienne
  - Vainqueur de la saison régulière: 2021.
  - Vainqueur du série éliminatoire: 2019, 2020, 2022, 2023.
  - Finaliste du série éliminatoire: 2021.